# Glacier des Quirlies
Le glacier des Quirlies est un glacier alpin, situé dans le département français de l'Isère. Il prend naissance à l'est d'une crête reliant le pic de l'Étendard au pic Bayle, dans les Grandes Rousses. Il alimente le lac des Quirlies.